# 방충제
방충제(防蟲劑)는 해충을 기피하기 위해 사용되는 약이다. 크게 의류에 사용하는 것, 인체에 사용하는 것, 그리고 식품을 저장하는 것이 있다.

## 의류용 방충제
좀벌레가 생기는 것을 방지하기 위해 두는 약. 주로 나프탈렌으로 만든다.
나프탈렌 특유의 냄새와 발암물질이라는 의심 등 나프탈렌은 건강에 악영향을 끼치기 때문에 좀약을 사용하는 걸 꺼리는 사람이 많지만 그래도 해충에 의한 피해를 줄이기 위해 어쩔 수 없이 사용하게 된다.
옷장에서 이로 인해 냄새가 난다면 오랫동안 옷장을 열어두거나 페브리즈를 뿌리면 진한 냄새는 곧 사라진다.
그외에도 제습 용도로도 많이 사용된다.
소재의 특성상 승화되는 특성이 있기에 실제 수업시간에 사례로 자주 언급되는 편이다.

## 인체용 방충제
병원체를 매개하며 가려움과 붓기 등 불쾌감을 주는 모기 등을 기피하는 약제이다. 주로 에어로졸 스프레이 식으로 되어있다. 유효 성분은 대부분의 경우 디트가 이용되고 있으며, 농도에 따라 의약품으로 취급되는 상품도 있다.